# Sarah Steinberg

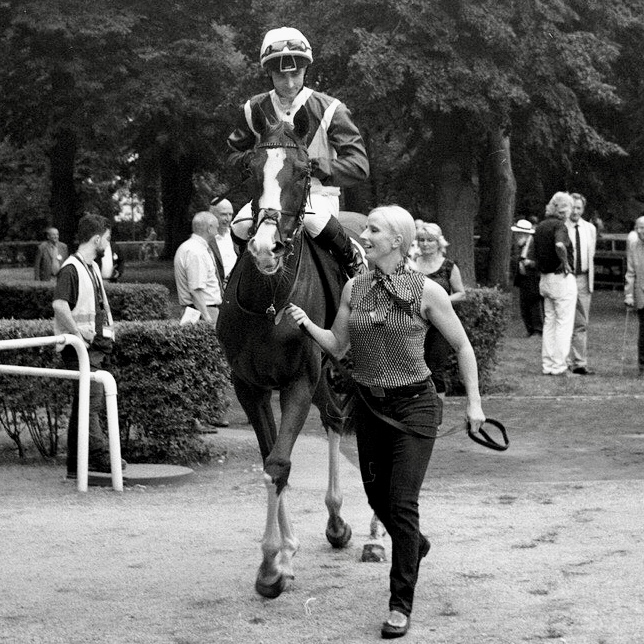
Rene Piechulek und Sarah Steinberg im August 2022 in Hoppegarten.

Sarah Steinberg (* 29. Januar 1988) ist eine deutsche Trainerin im deutschen Galoppsport. Sie gewann als erster Trainerin 2023 das Deutsche Derby.

## Leben
Steinberg startete 2005 mit einer Lehre zur Pferdewirtin mit Schwerpunkt Rennreiten im Galopprennsport. Vorher war sie im Westernreitsport als Reiterin aktiv. 2012 schloss sie die Ausbildung zum Pferdewirtschaftsmeister ab und wurde 2015 als Trainerin bei der RTC GmbH in München angestellt, Steinberg ist die Lebensgefährtin ihres Stalljockeys Rene Piechulek, trainiert auf der Galopprennbahn Riem und lebt in München.

## Erfolge (Auswahl)
- 2020: Mehl-Mülhens-Rennen – German 2000 Guineas, Fearless King
- 2022: Gruppe 1, Großer Preis von Baden, Mendocino
- 2022: Gruppe 3, Preis des Winterfavoriten, Fantastic Moon
- 2023: Gruppe 1, Deutsches Derby, Fantastic Moon